# Riforma Gelmini

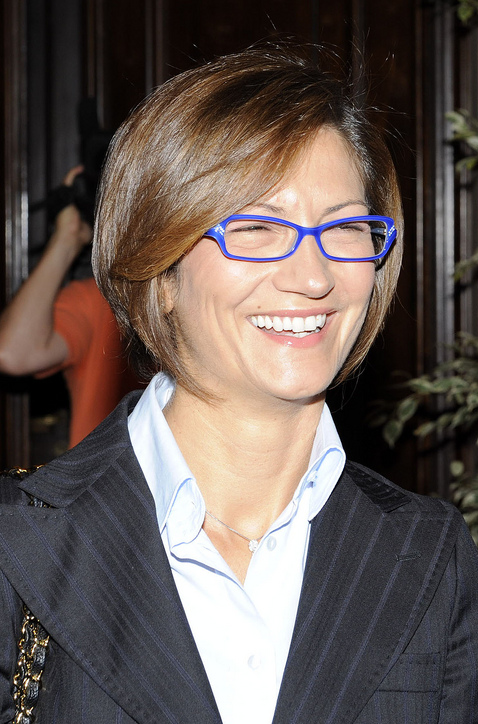
Mariastella Gelmini

Come riforma Gelmini si indica comunemente l'insieme degli atti normativi della Repubblica Italiana – emanati durante il governo Berlusconi IV – durante la permanenza in carica del Ministro dell'istruzione, dell'università e della ricerca Mariastella Gelmini, riguardanti il settore dell'istruzione in Italia.
Emanati tra il 2008 ed il 2010, modificarono profondamente la riforma Moratti del 2003.

## Sinossi generale
Alcuni interventi, contenuti invero in alcuni articoli della legge 6 agosto 2008, n. 133, sono proseguiti con la legge 30 ottobre 2008 n. 169, il cui scopo principale è quello di riformare l'intero sistema scolastico italiano.
La riforma della scuola dell'obbligo è entrata in atto il 1º settembre 2009 per la scuola primaria e secondaria di primo grado, mentre per la scuola secondaria di secondo grado il 1º settembre 2010. Per quanto riguarda l'università, la legge 240/2010, promulgata il 30 dicembre dello stesso anno, è in vigore dal 1º gennaio 2011.

## Gli atti normativi

### Legge 6 agosto 2008, n. 133
Il decreto-legge 25 giugno 2008, n. 112 (Disposizioni urgenti per lo sviluppo economico, la semplificazione, la competitività, la stabilizzazione della finanza pubblica e la perequazione tributaria), in seguito legge 6 agosto 2008, n. 133, sebbene riguardasse principalmente la finanza pubblica, includeva anche alcuni provvedimenti per il settore scolastico e universitario (in particolare agli articoli 15, 16, 17, 64 e 66).

### Legge 30 ottobre 2008, n. 169
Il decreto-legge 1º settembre 2008, n. 137 (Disposizioni urgenti in materia di istruzione e università), in seguito legge 30 ottobre 2008, n. 169 è un atto normativo adottato il 30 ottobre 2008 che contiene una serie di modifiche inerenti al sistema della pubblica istruzione italiano. Questo decreto, tuttavia, riguardò essenzialmente le scuole primarie (ex elementari) e secondarie (ex medie e superiori): le principali novità in materia di istruzione universitaria erano contenute nella finanziaria triennale (legge 133/2008) e nel successivo decreto sulle università.

### Legge 9 gennaio 2009 n. 1
Il decreto legge 10 novembre 2008 n. 180 (Disposizioni urgenti per il diritto allo studio, la valorizzazione del merito e la qualità del sistema universitario e della ricerca), in seguito legge 9 gennaio 2009, n. 1, pubblicata nella Gazzetta Ufficiale n. 6 del 9 Gennaio 2009.
Legge di conversione, del decreto legge 10 novembre 2008 n. 180. La legge, poi pubblicata nella Gazzetta Ufficiale n. 6 del 9 gennaio 2009, era rubricata sotto Disposizioni urgenti per il diritto allo studio, la valorizzazione del merito e la qualità del sistema universitario e della ricerca.

### DPR 15 marzo 2010
nn. 87 (Professionali),  88 (Tecnici), 89 (Licei)
Regolamenti di riordino dei licei, degli istituti tecnici e degli istituti professionali emanati dal Presidente della Repubblica in data 15 marzo 2010 (Registrati alla Corte dei Conti in data 1 giugno 2010). Completati da Indicazioni Nazionali, Programmi e Linee Guida per i tre ordini di scuola superiore.

### Legge 30 dicembre 2010, n. 240
La legge 30 dicembre 2010 n. 240 (Norme in materia di organizzazione delle università, di personale accademico e reclutamento, nonché delega al Governo per incentivare la qualità e l'efficienza del sistema universitario), pubblicata sulla Gazzetta Ufficiale del 14 gennaio 2011, è entrata formalmente in vigore il 29 gennaio 2011. È anche nota come disegno di legge S. 1905, ma in sede di approvazione parlamentare, il disegno di legge originario è stato notevolmente modificato.
La legge modifica radicalmente tutto il sistema della governance dell'università italiana, ridefinendo gli organi di governo universitari e dettando diverse disposizioni sul personale docente (professori e ricercatori). La norma conteneva numerose deleghe al governo italiano all'emanazione di decreti per attuare i vari aspetti della riforma,tra cui anche la definizione dei livelli essenziali di prestazione anche per le università in Italia.

### Decreto ministeriale n. 17 del 22 settembre 2010
Il decreto ministeriale n. 17 del 22 settembre 2010 registrato alla Corte dei conti in data 20 gennaio 2011 determina i requisiti necessari dei corsi di studio, richiesti per l'attivazione presso una università in Italia.

## Aree di intervento

### Interventi trasversali
L'obbligo scolastico non subisce variazione: rimane «obbligatoria l'istruzione per almeno 10 anni e riguarda la fascia di eta compresa tra i 6 e i 16 anni» riguardo alle disposizioni rivolte alle scuole primarie e secondarie (entrambi i gradi). Le ore scolastiche, che per motivi di forza maggiore (per es. i trasporti) potevano essere ridotte fino a 50 minuti, ritorneranno a essere ore effettive di 60 minuti.
Reintrodotto lo studio dell'educazione civica nelle scuole primarie e secondarie (entrambi i gradi), tramite la materia Cittadinanza e Costituzione. I libri di testo adottabili sono solo quelli per cui l'editore si impegnava a non pubblicare nuove edizioni prima di cinque anni per la scuola primaria, e sei anni per la scuola secondaria di primo e secondo grado, salvo dispense integrative che si rendessero necessarie per l'ampliamento della materia oggetto di studio.

#### Scuola dell'obbligo

##### Docenti e professori
La norma che prevedeva, a partire dal 2011, che i docenti migliori in via sperimentale in alcune scuole potessero ricevere un bonus di massimo 7000 € come premio produttività è stata preclusa dalla finanziaria 2010 (d.l. n. 78/2010, convertito nella l.122/2010).

##### Scuola dell'infanzia
Viene data alle famiglie la possibilità di anticipare l'iscrizione dei propri figli a 2 anni e mezzo (possibilità in realtà già prevista dalla precedente riforma).

##### Scuola primaria
Reintroduzione della figura del maestro unico con orario di 24 ore settimanali, sostituendo nelle prime classi della primaria i tre docenti per due classi precedentemente previsti per il modulo.
 A causa della riduzione della spesa della legge 133/2008, si stabilì che «le istituzioni scolastiche della scuola primaria costituiscono classi affidate a un unico insegnante e funzionanti con orario di ventiquattro ore settimanali. Nei regolamenti si tiene comunque conto delle esigenze, correlate alla domanda delle famiglie, di una più ampia articolazione del tempo-scuola».
 Si introduce la valutazione numerica decimale nella scuola primaria, accompagnata da un giudizio sul livello di maturazione raggiunto.

##### Scuola secondaria di primo grado
Parte dall'anno scolastico 2009/2010.
Si reintroduce il metodo della valutazione numerica decimale nella scuola secondaria di primo grado.
Viene ridotto il monte orario, che passa da 33 a 30 ore settimanali, laddove desiderato, compatibilmente con le disponibilità di insegnanti in organico e in sostituzione delle due ore della seconda lingua, le famiglie potrebbero optare per un aumento di due ore settimanali per l'apprendimento dell'inglese passando da 3 a 5 (inglese potenziato), oppure utilizzare queste ore per corsi di italiano per studenti stranieri.
Viene introdotta la prova nazionale dell'Invalsi di italiano e matematica nell'esame finale di licenza media.
Per poter essere promossi alla classe successiva è necessario ottenere la sufficienza in tutte le materie.

##### Scuola secondaria di secondo grado
La riforma è stata attivata nell'anno scolastico 2010-2011, ed è andata a pieno regime nell'anno scolastico 2014-2015.
Essa prevede un drastico e pesante taglio delle ore di insegnamento negli Istituti tecnici e professionali, per quanto riguarda gli insegnamenti cosiddetti "di indirizzo" degli Istituti tecnici, come l'insegnamento della materia "Tecnologie e disegno tecnico" dove, a seguito della riforma, è stata attuata la riduzione di 1/3 delle ore di lezione, e conseguentemente delle relative cattedre e quindi del personale docente.
Per poter essere promossi alla classe successiva è necessario ottenere la sufficienza in tutte le materie, ferma restando la sospensione del giudizio per chi non riesce ad ottenerla. Gli alunni sospesi nel giudizio, per essere ammessi alla classe successiva, devono recuperare le insufficienze entro l'inizio del nuovo anno scolastico.
Il voto in condotta nelle scuole secondarie, mai abolito in precedenza, torna a fare media per concorrere a definire il giudizio finale dell'alunno in sede di promozione. Qualora uno studente non raggiungesse i sei decimi, non potrà essere ammesso alla sezione successiva o al ciclo successivo.
La riforma prevede poi, in pagella, un unico voto di "storia e geografia" limitatamente al biennio (primo e secondo anno), e, come in precedenza, rimane unico durante tutto il quinquennio il voto di "scienze naturali", sempre composto dai moduli di biologia, chimica, scienze della terra
Un altro importante cambiamento attuato riguarda l'intero comparto degli indirizzi, il quale era composto, prima del riordino, da oltre 800 corsi sperimentali, 200 progetti assistiti e tantissimi altri percorsi, opzioni e sperimentazioni autonome, diverse e distinte da scuola a scuola con quadri orari a scelta e indipendenti, di licei, istituti tecnici e professionali. Con l'attuazione della riforma questo viene completamente snellito, ridotto e tagliato drasticamente, e il tutto viene riordinato e semplificato a soli 23 indirizzi di ordinamento uguali, obbligatori e unitari per tutta l'Italia, venendo abolite definitivamente tutte le sperimentazioni, i progetti assistiti, le opzioni a scelta e i tirocini dei licei, istituti tecnici e professionali precedentemente esistenti.
L'insegnamento della lingua inglese diventerà obbligatorio per tutto il quinquennio (3 ore alla settimana, tranne nel liceo linguistico, dove si svolgono 4 ore nel biennio e 3 nel triennio), in ogni tipo di istituto superiore italiano esistente. L'insegnamento delle materie scientifiche (matematica, fisica, biologia, scienze naturali, disegno tecnico) viene anch'esso potenziato in alcuni specifici indirizzi ma depotenziato in altri.

##### Riordino dei licei
Tutte le sperimentazioni, i corsi autonomi e le opzioni sperimentali liceali vengono semplificati, riordinati e riportati in sei effettivi licei di ordinamento obbligatorio:
1. Liceo delle scienze umane
2. Liceo artistico
3. Liceo classico
4. Liceo scientifico
5. Liceo linguistico
6. Liceo musicale e coreutico

Nella maggior parte dei 6 licei riformati si studia una sola e unica lingua straniera (di fatto quasi sempre l'inglese) per tre ore la settimana dal primo al quinto anno, a eccezione nel liceo delle scienze umane con opzione economico-sociale, nel quale si studia anche una seconda lingua straniera (al posto del latino), e del liceo linguistico, nel quale si studiano per tutto il quinquennio tre lingue straniere e la lingua latina nel biennio.
| Nuovo ordinamento                   | Vecchio ordinamento                                                         | Novità principali |
| ----------------------------------- | --------------------------------------------------------------------------- | --- |
| Liceo classico (Unico indirizzo)    | Indirizzi, sperimentazioni e opzioni varie                                  | Viene introdotto in ordinamento lo studio della lingua inglese per l'intero quinquennio.                                                                                        |
| Liceo linguistico (Unico indirizzo) | Indirizzi, progetti, sperimentazioni e opzioni varie                        | Sono studiate tre lingue straniere con le relative letterature nel quinquennio e la lingua latina nel biennio.                                                                  |
| Liceo scientifico                   | Liceo scientifico Liceo scientifico-tecnologico (con varie sperimentazioni) | Viene rafforzato lo studio delle materie scientifiche. Sono disponibili quattro indirizzi: - tradizionale - opzione scienze applicate - sezione a indirizzo sportivo            |
| Liceo artistico                     | Liceo artistico Istituto d'arte                                             | A partire dal terzo anno di studi si può scegliere tra sei indirizzi: - arti figurative - architettura e ambiente - design - audiovisivo e multimediale - grafica - scenografia |
| Liceo musicale e coreutico          | Liceo musicale Liceo coreutico                                              | Sono disponibili due indirizzi: - musicale - coreutico |
| Liceo delle scienze umane           | Liceo socio-psicopedagogico Liceo delle scienze sociali                     | Si studiano, tra le altre materie, antropologia, sociologia, psicologia, pedagogia. Sono disponibili due indirizzi: - tradizionale - opzione economico-sociale                  |

##### Riordino degli istituti tecnici
Con il riordino degli istituti si passa da 10 settori e 39 indirizzi a 2 settori e 11 indirizzi. Le ore scolastiche passano da 36 (eventualmente anche da 50 minuti) a 32 (da un'ora effettiva). Le ore di laboratorio passano da 1.122 a 264 ore nel biennio e con 891 ore nel triennio. L'insegnamento della lingua inglese e delle scienze integrate (biologia, fisica, chimica) viene intensificato.
L'impostazione sarà 2+2+1: durante il primo biennio si studiano materie comuni, mentre durante il secondo biennio si studiano la materie dell'indirizzo scelto. L'ultimo anno sono presenti tirocini, laddove disponibili. Il mondo scolastico e quello lavorativo vengono messi in stretto contatto, offrendo la possibilità agli studenti di fare tirocini, per introdurli al mondo del lavoro.
| Nuovo ordinamento                     | Indirizzo                               | Vecchio ordinamento                                                                |
| ------------------------------------- | --------------------------------------- | ---------------------------------------------------------------------------------- |
| Istituto tecnico, settore economico   | Amministrazione, finanza e marketing    | Istituto tecnico commerciale                                                       |
| Istituto tecnico, settore economico   | Turismo                                 | Istituto tecnico per il turismo                                                    |
| Istituto tecnico, settore tecnologico | Meccanica, meccatronica ed energia      | Istituto tecnico industriale (indirizzi di meccanica)                              |
| Istituto tecnico, settore tecnologico | Trasporti e logistica                   | Istituto tecnico nautico Istituto tecnico aeronautico                              |
| Istituto tecnico, settore tecnologico | Elettronica ed elettrotecnica           | Istituto tecnico industriale (indirizzo di elettrotecnica e automazione)           |
| Istituto tecnico, settore tecnologico | Informatica e telecomunicazioni         | Istituto tecnico industriale (indirizzo di informatica)                            |
| Istituto tecnico, settore tecnologico | Grafica e comunicazione                 | Istituto tecnico industriale (indirizzo telecomunicazioni, arti grafiche)          |
| Istituto tecnico, settore tecnologico | Chimica, materiali e biotecnologie      | Istituto tecnico industriale (indirizzo di chimica)                                |
| Istituto tecnico, settore tecnologico | Sistema Moda                            | Istituto tecnico industriale (indirizzi di arti tessili)                           |
| Istituto tecnico, settore tecnologico | Agraria, agroalimentare e agroindustria | Istituto tecnico agrario                                                           |
| Istituto tecnico, settore tecnologico | Costruzioni, ambiente e territorio      | Istituto tecnico per geometri Istituto tecnico industriale (indirizzi di edilizia) |

##### Riordino degli istituti professionali
Gli istituti professionali erano suddivisi in 5 settori con 27 indirizzi, mentre con la riforma vengono suddivisi in 2 macrosettori con 6 indirizzi. Come per gli istituti tecnici le ore verranno ridotte a 32 per settimana. Rispetto agli istituti tecnici avranno però più autonomia, dal 25% al primo anno fino al 40% in quinta. Il quinquennio sarà strutturato in due bienni e un quinto anno singolo. Saranno disponibili meno ore di laboratorio e tirocini esterni.
| Nuovo ordinamento                                       | Indirizzo                               | Vecchio ordinamento |
| ------------------------------------------------------- | --------------------------------------- | --- |
| Istituto professionale, settore dei servizi             | Agricoltura e sviluppo rurale           | Istituto professionale per l'agricoltura e l'ambiente                                                                   |
| Istituto professionale, settore dei servizi             | Socio-sanitario                         | Istituto professionale per i servizi sociali Istituto professionale per odontotecnici Istituto professionale per ottici |
| Istituto professionale, settore dei servizi             | Enogastronomia e ospitalità alberghiera | Istituto professionale per servizi alberghieri e ristorazione                                                           |
| Istituto professionale, settore dei servizi             | Servizi commerciali                     | Istituto professionale per il commercio                                                                                 |
| Istituto professionale, settore industria e artigianato | Produzioni artigianali e industriali    | Istituto professionale per l'industria e l'artigianato Istituto d'arte                                                  |
| Istituto professionale, settore industria e artigianato | Manutenzione e Assistenza tecnica       | |

### Università
L'art. 16 della legge 133/2008 prevede la facoltà di trasformazione delle università in fondazioni di diritto privato. La delibera di trasformazione è adottata dal Senato accademico a maggioranza assoluta (comma 1). Le fondazioni universitarie sono enti non commerciali (c. 4), hanno autonomia gestionale, organizzativa e contabile (c. 8), e subentrano in tutti i rapporti attivi e passivi e nella titolarità del patrimonio dell'Università (c. 2). Contestualmente alla delibera di trasformazione vengono adottati lo statuto e i regolamenti delle fondazioni universitarie. Detti regolamenti devono essere approvati dal Ministro dell'istruzione, dell'università e della ricerca. Lo statuto può prevedere l'ingresso nella fondazione universitaria di nuovi soggetti, pubblici o privati (c. 6). Resta fermo il sistema di finanziamento pubblico (c. 9). La vigilanza sulle fondazioni universitarie è esercitata dal MIUR (c. 10), con il controllo della Corte dei Conti.
La legge 30 dicembre 2010 n. 240, che per diversi aspetti rimanda all'emanazione di decreti legislativi per l'attuazione, ha invece inciso profondamente sulla governance delle università italiana, in particolare prevedendo una nuova composizione del senato accademico e del consiglio di amministrazione: viene definito un tetto massimo di componenti nei due organi (35 nel primo ed 11 nel secondo) e viene previsto l'obbligo di inserimento di soggetti esterni nei C.d.A.. Altre disposizioni sono l'introduzione di un sistema di contabilità economico-patrimoniale e la possibilità degli atenei di fondersi
Abbiamo poi il superamento della tradizionale facoltà universitaria e l'attribuzione al dipartimento universitario della didattica e della ricerca, con possibilità di istituire strutture di raccordo tra di essi, che comunque non possono essere superiori a 12.
Infine abbiamo diverse disposizioni in materia del personale docente: la modifica della durata della carica di rettore per un massimo di 6 anni (non rinnovabile nella carriera accademica di un professore universitario); l'obbligo di stipulare contratti di assunzione dei ricercatori universitari della durata massima di 3 anni, prorogabile per una sola volta.
Il decreto del MIUR n. 17 del 22 settembre 2010 determina i requisiti necessari dei corsi di studio, e causerà un forte ridimensionamento dell'offerta formativa delle università pubbliche.

### Scuole di formazione e specializzazione
Per la SSIS e il COBASLID venne introdotto un criterio di reinserimento in graduatoria. La legge ribadisce l'abilitazione automatica all'insegnamento del diploma di la laurea in scienze della formazione primaria. Vengono poi introdotti nuovi criteri di accesso alle scuole di specializzazione di medicina.

## Tagli a finanziamenti e posti di lavoro
L'insieme cumulativo dei provvedimenti correlati a questa riforma ha prodotto notevoli tagli ai finanziamenti per l'istruzione pubblica. Questi tagli, secondo quanto affermato dal presidente della Repubblica Italiana Giorgio Napolitano nel 2008, sarebbero giustificati dalla necessità di ridurre a zero il deficit pubblico italiano. Lo stesso Napolitano ha poi sostenuto nel 2010 che «è necessario rivedere alcuni tagli che sono risultati indiscriminati». Secondo il ministro Gelmini, invece, sono stati tagliati solamente gli sprechi.

### Scuola primaria e secondaria
Nel triennio dal 2008-2009 al 2010-2011 le classi sono calate di 10.617 unità, nonostante il numero degli alunni in Italia non sia mai diminuito. Nel triennio 2008-2011 si è effettuata l'eliminazione e il taglio netto di oltre 90.000 cattedre intere. Dal 2008-2009 al 2009-2010 hanno perso l'incarico ben circa 30.000 supplenti con incarichi annuali. Nel 2009 e nel 2010 sono diminuiti di 30.000 unità i posti per il personale non docente, e si è verificato un taglio di ulteriori 14.000 posti nel 2011.

### Università
Secondo fonti dello stesso ministero, nel 2010, «rispetto all'anno precedente, la quota di stanziamenti assegnati per la ricerca universitaria è diminuita di circa il 7%».
Secondo la stessa fonte ministeriale, «l'Italia si colloca al di sotto della media dei 27 Paesi dell'Unione europea: stanziamo per la ricerca scientifica 12 euro in meno per abitante ed il rapporto rispetto al PIL è di 0,10 punti percentuali inferiore. Inoltre: nel 2009 nei 27 Paesi dell'Unione europea si registra complessivamente un calo dell'1,15% degli stanziamenti per la ricerca rispetto all'anno precedente [...] ma questa riduzione riguarda principalmente la Spagna [...] e l'Italia (-1,6% milioni di euro e -4,1% milioni di euro). Ciononostante, in rapporto al PIL la Spagna mostra una propensione a investire in ricerca scientifica maggiore della nostra [...] e stanzia circa 8 euro per abitante in più dell'Italia».
Per il triennio 2012-14, relativamente al comparto Università, sono previsti tagli del 13% (fonte CUN). Nella stessa nota il CUN rileva come il ritardo nell'assegnazione dei finanziamenti renda difficoltosa per gli atenei la programmazione delle attività, dei servizi e degli investimenti (il Fondo di Finanziamento Ordinario per l'anno 2010 è stato assegnato con Decreto pubblicato il 30 dicembre 2010).
Secondo una stima della CGIL i tagli previsti per il 2012-14 dimezzeranno le risorse destinate ai servizi rivolti agli studenti, specie quelle risorse per Centri Universitari Sportivi, diritto allo studio e residenze studentesche. Queste stime si baserebbero su dati ufficiali, ma i redattori fanno notare che nel triennio 2008-2010 il Fondo di Finanziamento Ordinario effettivamente assegnato è stato sempre inferiore a quello preventivato sulla carta e, se questo avvenisse anche negli anni futuri, i tagli risulterebbero ancor più elevati.

## Reazioni

### Alle leggi 133/2008 e 137/2008

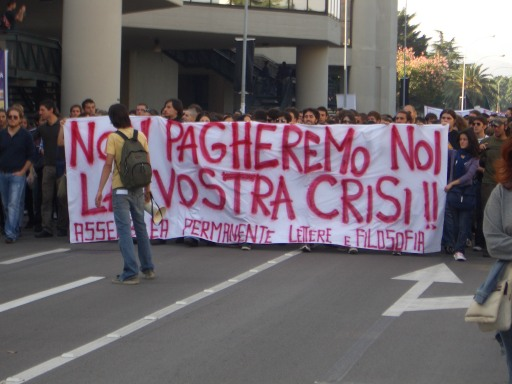
Manifestazione contro la legge 133/2008, a Palermo

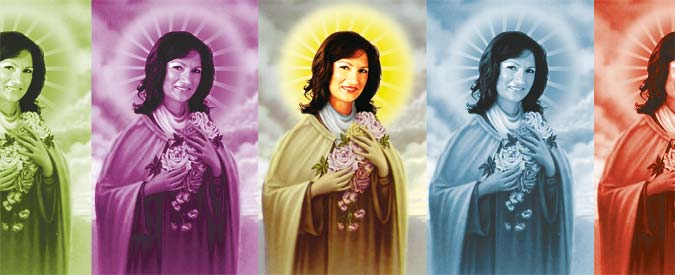
Campagna di Sinistra Ecologia Libertà

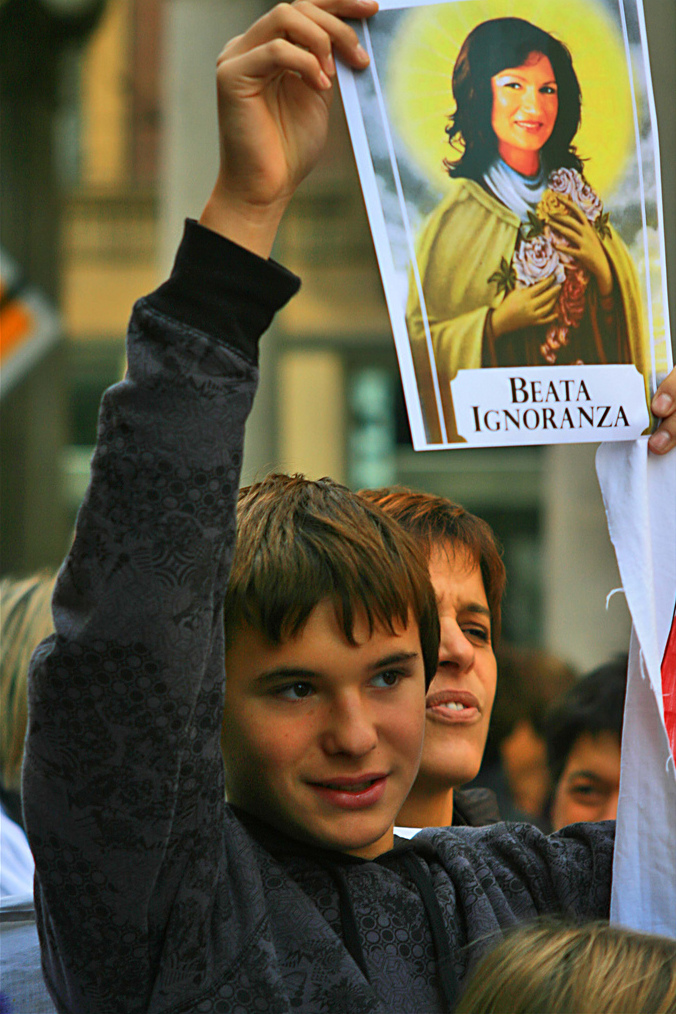
Beata Ignoranza: manifestazione contro la legge 133. 30 ottobre 2008

Questo decreto, con le disposizioni inerenti alla scuola presenti in finanziaria, ha provocato un'ondata di manifestazioni di protesta sia da parte degli insegnanti, per quanto riguarda l'introduzione del maestro prevalente (ovvero del "maestro unico") nelle scuole primarie, sia da parte di molti studenti, che si oppongono al contenimento della spesa pubblica in materia di istruzione.
In alcuni casi alle manifestazioni sono seguite le occupazioni degli atenei e degli istituti scolastici.
Il 30 ottobre 2008 è stato indetto uno sciopero generale del comparto scuola a cui ha aderito circa l'80% dei lavoratori causando il blocco dell'attività didattica nel 90% delle scuole italiane.
Le contestazioni della cosiddetta Onda anomala studentesca non sono state ascoltate dai partiti politici della maggioranza, che hanno accusato gli studenti di essere disinformati e gli insegnanti di voler instaurare una semplice difesa corporativista.
L'Italia dei Valori e l'allora segretario del Partito Democratico Walter Veltroni annunciarono la propria intenzione di indire un referendum per l'abrogazione della legge.
Il d.d.l. diviene legge il 23 dicembre 2010 dopo l'approvazione da parte del Senato.

### Alla legge 240/2010
Il d.d.l. S.1905 è stato approvato dal Senato il 29 luglio 2010 e, in forma modificata, il 30 novembre 2010 dalla Camera. È stato approvato definitivamente in terza lettura dal Senato il 23 dicembre 2010 ed è stato pubblicato sulla Gazzetta Ufficiale il 14 gennaio 2011 come 240/10. Il disegno di legge ha suscitato le proteste di molte componenti universitarie; dapprima dei ricercatori, che hanno annunciato la loro indisponibilità a carichi didattici non obbligatori, causando in molti casi lo slittamento dell'inizio delle lezioni.
La protesta si è rapidamente estesa anche a categorie di docenti (specie gli associati) e, soprattutto, agli studenti, e si è orientata verso forme di protesta più eclatanti, come l'occupazione simbolica di monumenti e tetti di edifici.
Dopo le giornate di mobilitazione del 14 dicembre e del 21 dicembre 2010, il presidente della repubblica, Giorgio Napolitano, ha incontrato una delegazione di studenti al Quirinale.

## Ricorsi giurisdizionali

### Quadri orari degli istituti tecnici e professionali
Il 1º ottobre 2010 il Consiglio di Stato ha bocciato la riduzione di ore nelle classi successive alla prima, negli indirizzi tecnici e professionali, in quanto esse non sono coinvolte nella riforma.
Precedentemente il sindacato SNALS aveva fatto ricorso al TAR chiedendo l'annullamento della riduzione del quadro orario per le classi successive alla prima, negli indirizzi tecnici e professionali. In quell'occasione il TAR aveva sospeso la decurtazione delle ore chiedendo al Ministero di agire motu proprio per ristabilire il giusto quadro orario. Il Ministero decise di ricorrere al Consiglio di Stato contro questa decisione.